# Robin Olds
Robin Olds, nato Robert Oldys Jr. (Honolulu, 14 luglio 1922 – Steamboat Springs, 14 giugno 2007), è stato un generale e aviatore statunitense, sposato con l'attrice di Hollywood Ella Raines, fu un pilota da caccia della USAF, attivo durante la seconda guerra mondiale in cui divenne asso dell'aviazione con 13 vittorie al suo attivo, oltre a 11,5 aerei distrutti al suolo.
Prese parte alla guerra del Vietnam, nella quale abbatte 4 aerei nemici e ideò alcune innovative tattiche di combattimento aereo basate sull'inganno; queste tattiche permisero di far alzare in volo in diverse occasioni i caccia nord-vietnamiti che si aspettavano bombardieri o cacciabombardieri, trovandosi invece a combattere contro caccia come il F-4 Phantom II che avvantaggiandosi della superiorità tecnica individuale e della presenza di altri aerei radar e da guerra elettronica inflissero significative perdite ai loro avversari. In particolare fu comandante dell'8th Tactical Fighter Wing "Wolfpack" schierato sulla base di Ubon, in Thailandia, nel corso dell'Operazione Bolo. La sua tattica consisteva nel far credere ai nemici che egli ed i suoi uomini volassero con dei cacciabombardieri Republic F-105 Thunderchief, usando stessi nominativi e frequenze radio. Nel corso dell'Operazione Bolo reclamarono l'abbattimento di 7 caccia Mikoyan-Gurevich MiG-21 sui 16 allora in servizio nell'aeronautica del Vietnam del Nord.

## Biografia
Nacque a Honolulu, Hawaii, il 14 luglio 1922, figlio di Robert Oldys, militare di carriera, e di Eloise Karine, all'interno di una famiglia di forti tradizioni militari. Trascorse gran parte della sua infanzia a Hampton, Virginia, dove frequentò la scuola elementare e quella superiore, rimanendo orfano di madre all'età di quattro anni.
Cresciuto principalmente a Langley Field, Virginia, entrò virtualmente in contatto quotidiano con un piccolo gruppo di ufficiali che avrebbero guidato le forze aeree dell'esercito americano nella seconda guerra mondiale (un suo vicino era il maggiore Carl Spaatz, destinato a diventare il primo capo di stato maggiore dell'United States Air Force), tra cui Ira Eaker. Il 10 novembre 1925, suo padre comparve come testimone a favore di Billy Mitchell durante la sua corte marziale tenutasi a Washington, e lo portò con sé in tribunale vestito con l'uniforme del servizio aereo, posando con lui per i fotografi dei giornali prima di testimoniare. Andò in volò per la prima volta all'età di otto anni, su un biplano con cabina di pilotaggio aperta condotto da suo padre.
All'età di 12 anni fece domanda per entrare all'United States Military Academy a West Point per intraprendere la carriera militare come ufficiale aviatore, oltre che per giocare a football americano. Frequentò la Hampton High School dove fu eletto presidente della sua terza classe e giocò a football al liceo in una squadra che vinse il campionato statale della Virginia nel 1937. Come giocatore era aggressivo, e ricevette offerte per frequentare il Virginia Military Institute e il Dartmouth College con borse di studio per il football. Abile placcatore sia in attacco che in difesa, fu nominato All American (Olds era così abile sul campo di calcio che fu inserito nella College Football Hall of Fame nel 1985).
Invece di entrare al college dopo il diploma conseguito nel 1939, si iscrisse alla Millard Preparatory School for West Point a Washington. Quando la Germania nazista invase la Polonia il 1 settembre di quell'anno tentò di arruolarsi nella Royal Canadian Air Force ma fu ostacolato dal rifiuto di suo padre di firmare i suoi documenti di arruolamento.
Completati i corsi presso la Millard presentò domanda per l'ammissione all' United States Military Academy a West Point. Dopo aver ricevuto un appoggio condizionato per la nomina dal membro del Congresso della Pennsylvania John Buell Snyder, si trasferì a Uniontown (Pennsylvania), dove visse all'YMCA mantendosi facendo lavori saltuari.

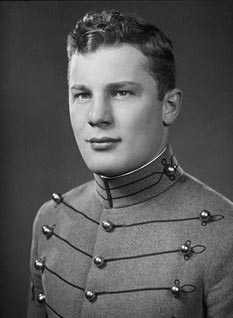
Olds in uniforme da cadetto a West Point.

Superò l'esame di ammissione a West Point e fu accettato nella classe del 1944 il 1 giugno 1940. Entrò nell'accademia un mese dopo ma dopo l'attacco giapponese a Pearl Harbor, fu inviato allo Spartan College of Aeronautics and Technology di Tulsa, Oklahoma, per l'addestramento al pilotaggio. Questa formazione terminò un anno dopo, nel Natale del 1942, e ritornò a West Point, sperando di brevettarsi presto e di andare in azione.
Con un atto del Congresso degli Stati Uniti d'America del 1º ottobre 1942, durante il secondo anno di accademia, venne iniziato un programma di studio triennale per tutta la durata della guerra per i cadetti entrati dopo il luglio 1939. I cadetti che facevano domanda per l'US Army Air Corps furono classificati come Air Cadets, con un curriculum modificato che forniva addestramento al volo ma eliminava la topografia militare e la grafica richieste per i cadetti dell'esercito. Alla sua classe venne assegnato un corso di studi abbreviato durato fino al 19 gennaio 1943, quando iniziò un corso di prima classe anch'esso abbreviato.
Completò l'addestramento al pilotaggio di base e avanzato allo Stewart Field, New York. 208 cadetti, lui compreso, completarono il corso, mentre cinque compagni di classe morirono in incidenti. Ricevette personalmente le ali da pilota dal generale Henry H. Arnold il 30 maggio 1943, e si diplomò ufficiale il 1º giugno come membro della Classe del giugno 1943, 194° per merito generale su 514 diplomati.

### Nella seconda guerra mondiale
Nominato sottotenente completò l'addestramento per piloti di caccia con il 329th Fighter Group, un'unità di conversione operativa di base al con sede al Grand Central Air Terminal di Glendale, in California. Per l'addestramento iniziale volò su un bimotore da addestramento Curtiss AT-9 a Williams Field, in Arizona, seguito da un addestramento sul P-322, versione da conversione operativa del caccia Lockheed P-38 Lightning.

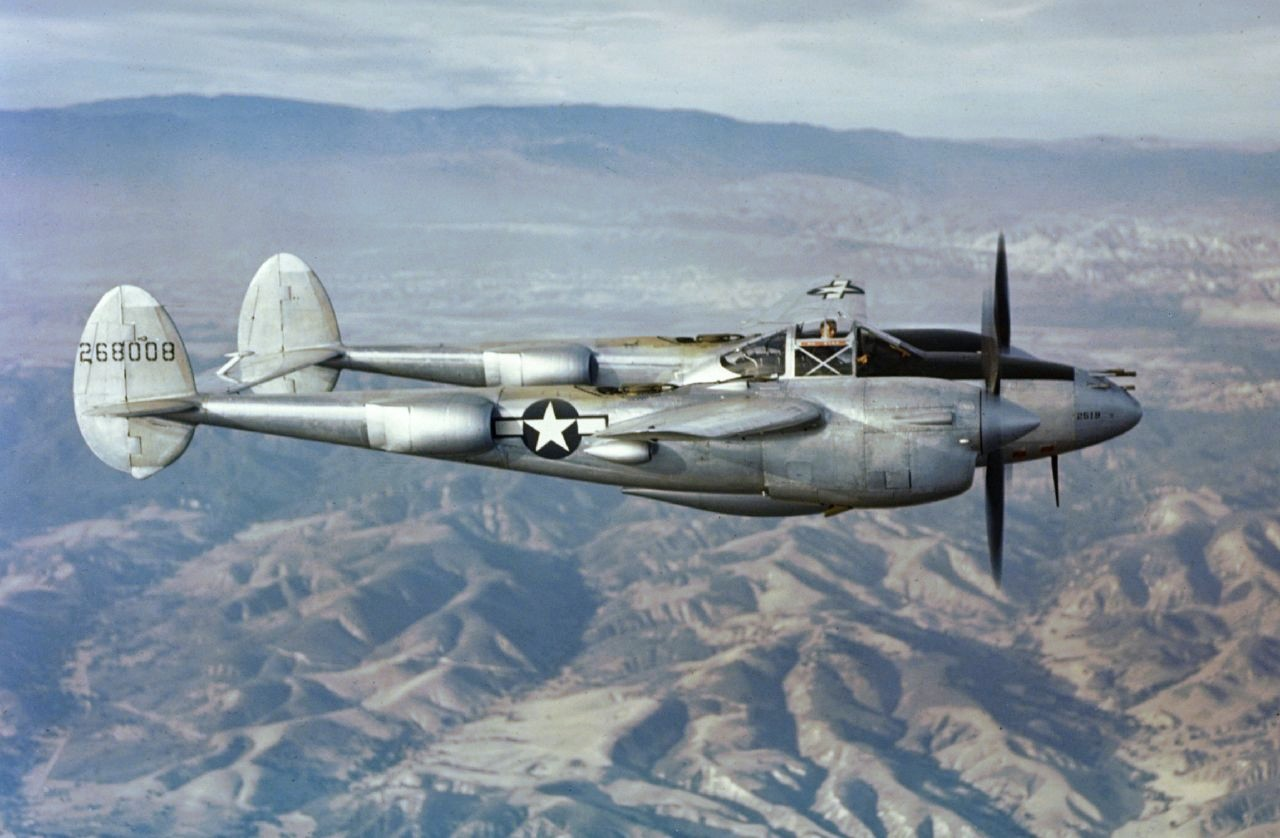
Un caccia Lockheed P-38J Lightning in volo.

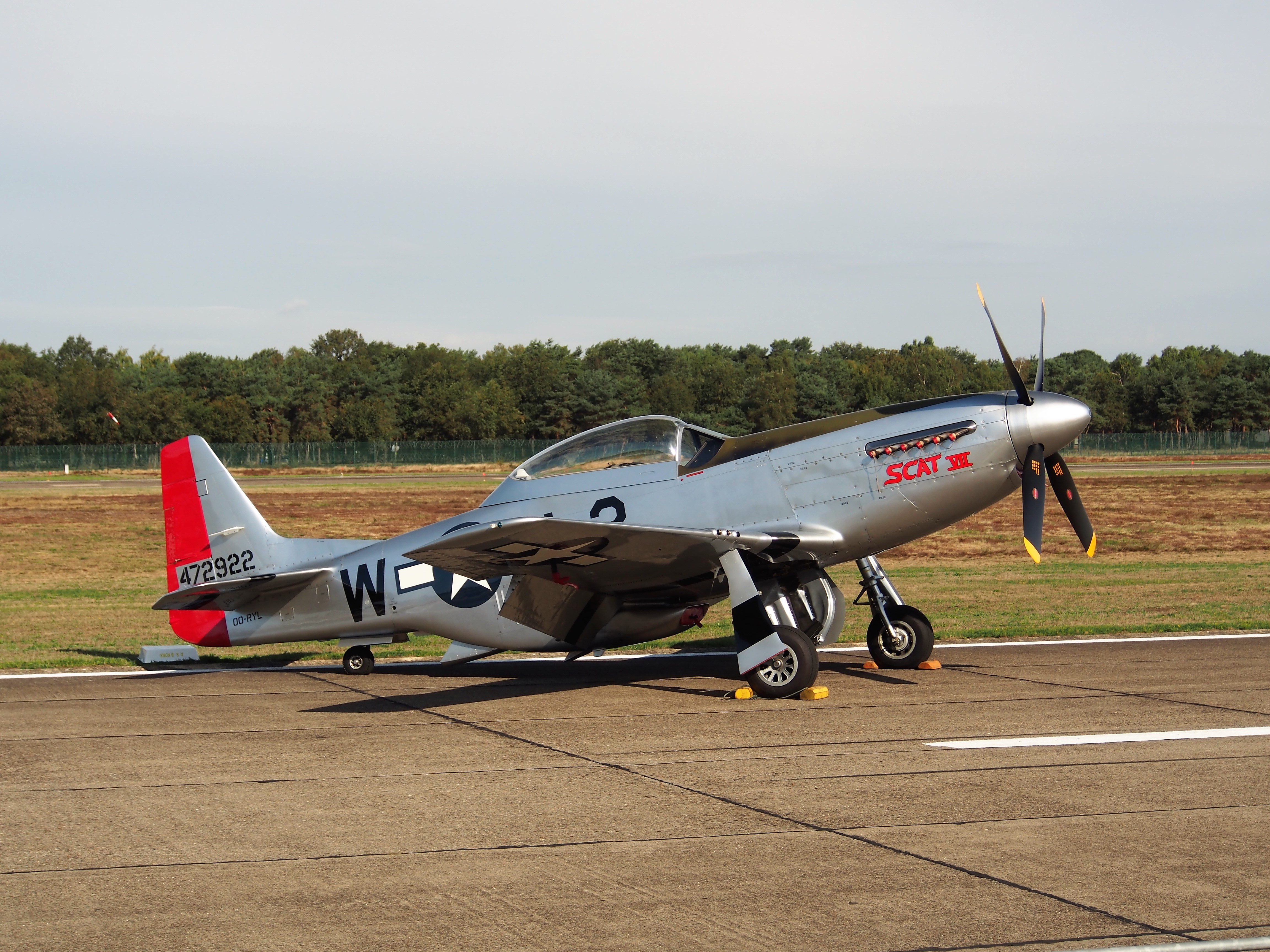
Il North American P-51 Scat VII di Olds (registrato e di proprietà in Belgio) sopravvissuto alla seconda guerra mondiale.

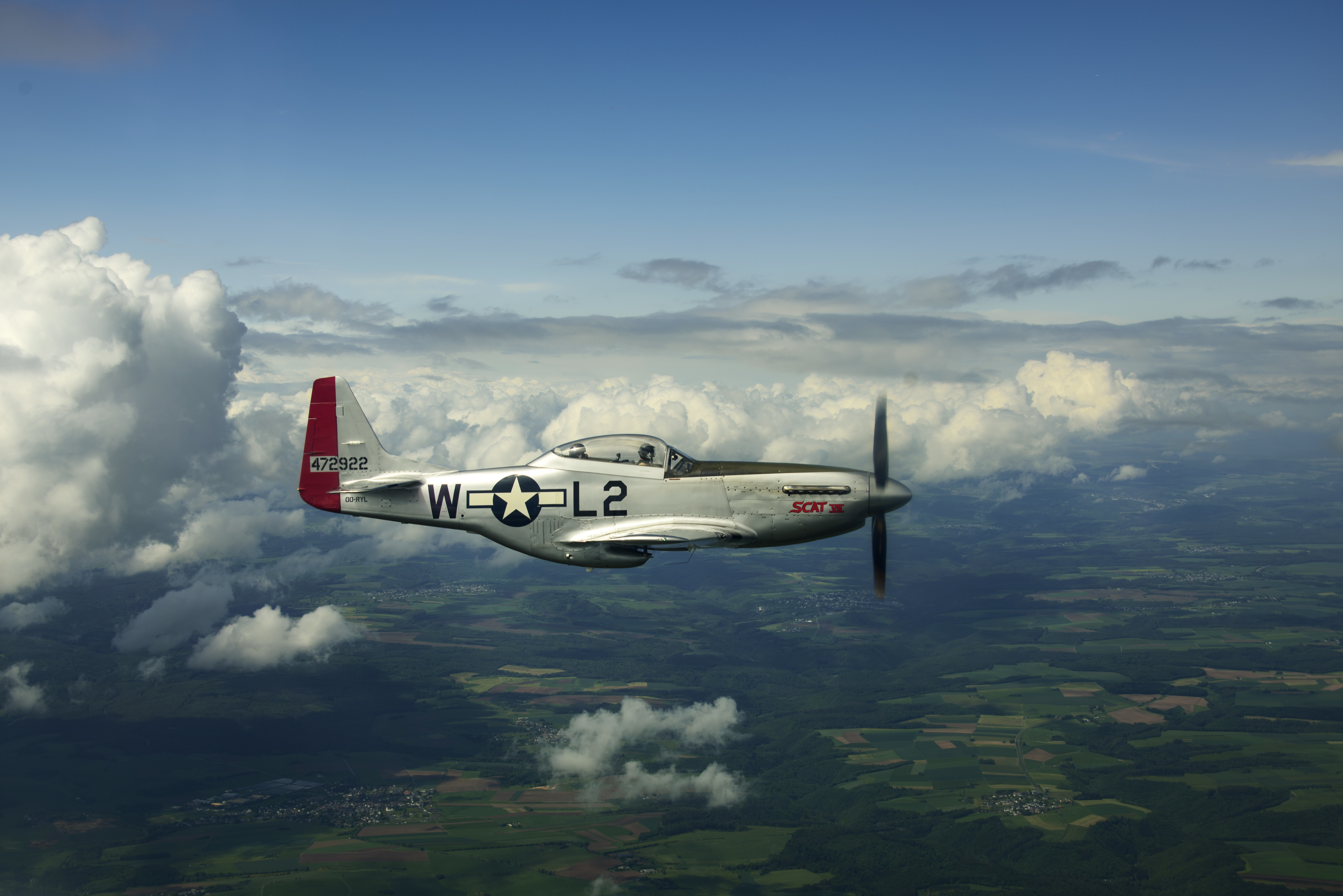
Il P-51 Scat VII di Olds in volo nel 2019.

Dopo aver completato l'addestramento al tiro a Matagorda, in Texas, nella prima metà dell'agosto 1943, fu assegnato all'addestramento operativo sul P-38 al Muroc Army Air Field, in California. Promosso primo tenente il 1 dicembre 1943, all'inizio del 1944 entrò a far parte del neocostituito 434th Fighter Squadron del 479th Fighter Group, di base a Lomita. Durante l'addestramento accumulò 650 ore di volo, incluse 250 ore sul P-38 Lightning, mentre il 479th Fighter Group accumulava esperienza di combattimento simulato. Partito dall'area di Los Angeles il 15 aprile per Camp Kilmer, nel New Jersey, e si imbarcò a bordo della USS Argentina per l'Europa il 3 maggio. Il 479th arrivò in Scozia il 14 maggio 1944 e partì subito per la base di RAF Wattisham, nell'Inghilterra orientale, dove giunse il giorno dopo.
Il 479th Fighter Group esordì in combattimento il 26 maggio, volando in missioni di scorta ai bombardieri e attaccando obiettivi di trasporto nella Francia occupata prima dell'invasione della Normandia.
Volando su un nuovo P-38J Lightning, da lui soprannominato Scat II il suo capo equipaggio T/Sgt. Glen A. Wold affermò che lui dimostrò un interesse immediato per la manutenzione dei velivoli, insistendo che il suo aereo fosse cerato per ridurre la resistenza dell'aria e aiutava la sua squadra di manutenzione a svolgere i propri compiti.
Il 24 luglio venne promosso capitano e capo volo e successivamente capo squadriglia. Dopo una missione di bombardamento sui ponti di Montmirail, in Francia, il 14 agosto, conseguì le sue prime vittorie abbattendo una coppia di Focke-Wulf Fw 190. Durante una missione di scorta a Wismar il 23 agosto, la sua formazione si trovava all'estrema sinistra della linea del gruppo e incontrò 40-50 Messerschmitt Bf 109 vicino a Wittenberge, mentre volava verso nord alla stessa altitudine di 28.000 piedi (8.500 m) in una formazione disposta in tre grandi V. Virando subito a sinistra iniziò un inseguimento di dieci minuti durante il quale, insieme ai suoi piloti, salì in quota sopra e dietro gli aerei tedeschi. Sopra Bützow, senza essere scoperti dal nemico, egli e il suo gregario gettarono in mare i serbatoi supplementari di carburante e attaccarono, sebbene il suo gregario non fosse stato in grado di tenere il suo passo durante la salita.
Proprio quando egli iniziò a sparare, entrambi i motori del suo P-38J si spensero per esaurimento del carburante; nell'eccitazione dell'attacco aveva trascurato di passare ai serbatoi di carburante interni. Continuò comunque ad attaccare, colpendo il bersaglio nella fusoliera e sparando a parte della cappottatura del propulsore. Dopo aver danneggiato mortalmente il Bf 109 lanciò in picchiata il suo P-38J per riavviare i motori, anche se il suo aereo aveva perso un finestrino laterale del tettuccio. In quel combattimento abbatté due aerei nemici e un altro mentre stava tornando alla base diventando il primo asso del 479th FG.
Mentre volava sui P-38 conseguì 8 vittorie (cinque accertate dall'Air Force Historical Research Agency, e tre probabili) e fu originariamente accreditato come il pilota di P-38 con il più alto punteggio del Teatro delle operazioni europeo.
Il 479th FG effettuò la conversione sui nuovi caccia North American P-51 Mustang a metà del mese di settembre del 1944. Durante il suo secondo volo di transizione, durante la fase di atterraggio, la potente coppia del velivolo monomotore lo costrinse a fare una rapida rotazione sul piano orizzontale dopo che l'aereo era andato fuori pista.
Con il suo nuovo aereo, soprannominato Scat VI, il 6 ottobre durante una dura battaglia aerea vicino a Berlino in cui fu quasi abbattuto dal suo stesso gregario, abbatte un Fw 190. Completò il suo primo ciclo operativo il 9 novembre 1944, accumulando 270 ore di combattimento e sei vittorie.
Dopo essere ritornato negli Stati Uniti d'America per una vacanza di due mesi, iniziò un secondo ciclo operativo a Wattisham il 15 gennaio 1945. Gli fu assegnato il compito di ufficiale delle operazioni del 434th Fighter Squadron. Promosso maggiore il 9 febbraio 1945, quello stesso giorno ottenne la sua settima vittoria a sud-est di Magdeburgo abbattendo un altro Bf 109. Il 14 febbraio, ottenne tre vittorie, abbattendo due Bf 109 e un Fw 190, ma uno dei due Bf 109 gli fu accreditato solo come "probabile".
La sua ultima vittoria aerea nella seconda guerra mondiale avvenne il 7 aprile 1945, quando guidò il 479th Fighter Group in una missione di scorta a bombardieri Consolidated B-24 Liberator inviati a colpire un deposito di munizioni a Lüneburg. In quello scontro avvenne l'unica apparizione in combattimento del Sonderkommando Elba, un gruppo della Luftwaffe costituito per speronare i bombardieri alleati.
A sud di Brema egli notò scie di condensazione spuntare sopra un banco di cirri, di aerei che volavano sopra e a sinistra dei bombardieri. Per cinque minuti questi spauracchi rimasero paralleli al flusso dei bombardieri mentre il 479th manteneva la posizione. Voltandosi per indagare vide coppie di Messerschmitt Me 262 virare verso i B-24 Liberator e gettarsi subito in picchiata. Dopo aver danneggiato uno dei jet in un inseguimento inteso ad attirare la scorta di caccia lontano dai bombardieri, i P-51 Mustang tornarono alla scorta dei bombardieri. Osservato un Bf 109 del Sonderkommando Elbe attaccare i bombardieri e abbattere un B-24, lo inseguì attraverso la formazione e lo abbatté a sua volta.
La settimana successiva eseguì attacchi a volo radente contro gli aeroporti di Lubecca-Blankensee e di Tarnewitz il 13 aprile e all'aeroporto di Reichersberg in Austria il 16 aprile, quando distrusse sei aerei tedeschi a terra. Dei cinque aerei inviati sul campo d'aviazione di Tarnewitz, sul Mare Baltico, quattro andarono persi ed egli fu l'unico a rientrare alla base con l'aereo gravemente danneggiato.
Divenuto ufficiale anziano, assunse il comando del 479th Fighter Squadron il 25 marzo, a meno di due anni dalla sua uscita da West Point e a soli 22 anni. Alla fine del suo servizio di combattimento gli furono ufficialmente attribuiti 13 aerei nemici abbattuti e altri 11,5 distrutti a terra, decorato due volte con la Silver Star.
Al culmine della guerra aerea contro la Germania divenne strenuo oppositore ai bombardamenti a tappeto condotti con l'impiego di grandi formazioni di bombardieri pesanti, e propose l'impiego dell'aviazione tattica per condurre attacchi di precisione contro le fabbriche di cuscinetti a sfera, indispensabili per la produzione bellica tedesca. Venivano convertiti in bombardamenti ad area dal vento, dalle intemperie e dall'opposizione nemica. Avanzò l'idea che 70 o 100 P-51 o P-47 armati con bombe da 500 libbre potevano causare più danni a un bersaglio che richiedeva un attacco di precisione rispetto a una formazione di 1.000 B-17 o B-24.

### Dopo la fine della guerra
Ritornato negli Stati Uniti d'America dopo la fine della guerra, fu assegnato a West Point come assistente dell'allenatore di football Earl Blaik. Apparentemente molti membri dello staff dell'Accademia provavano rancore per la sua rapida ascesa di grado e per le molte decorazioni da lui ottenute in combattimento, e nel febbraio 1946 di trasferì al 412th Fighter Group di stanza a March Field per pilotare il Lockheed P-80 Shooting Star, iniziando una lotta professionale durata tutta la carriera con i superiori che considerava avessero più interesse alle promozioni che agli aspetti operativi. Maggiore soprannumerario nel 412°th divenne presto ufficiale delle operazioni ad hoc per uno squadron provvisorio di piloti da ricognizione che si addestravano sul P-80 in preparazione all'attivazione del 12th Reconnaissance Squadron avvenuta più tardi in quell'anno.
Nell'aprile 1946, lui e il tenente colonnello John C. Herbst costituirono la prima formazione dimostrativa acrobatica equipaggiata con i jet dell'US Air Force. Alla fine di maggio, al 412th fu ordinato di realizzare il Progetto Comet, un volo transcontinentale in formazione di massa su nove città. Lui e Herbst eseguirono una routine acrobatica su due velivoli che entusiasmò la folla ad ogni tappa, ed il momento principale del tour fu uno scalo di tre giorni a Washington. A giugno egli fu uno dei quattro piloti che hanno partecipato al primo volo transcontinentale di andata e ritorno su aerei a reazione, della durata di un giorno, da March Field a Washington.
Le esibizioni dimostrative dei due piloti ebbero fine tragicamente il 4 luglio 1946, quando Herbst si schiantò al suolo nell'ippodromo di Del Mar dopo che il suo aereo entrò in stallo durante un bis del loro finale di routine in cui i P-80 fecero un giro mentre erano pronti per atterrare.
Più tardi, in quello stesso anno, ottenne il secondo posto nella Thompson Trophy Race (Jet Division) delle Cleveland National Air Races a Brook Park (Ohio), durante il fine settimana del Labor Day. In questa prima gara a "percorso chiuso" per velivoli a reazione, sei P-80 gareggiato l'uno contro l'altro su un percorso a tre piloni lungo 30 miglia.

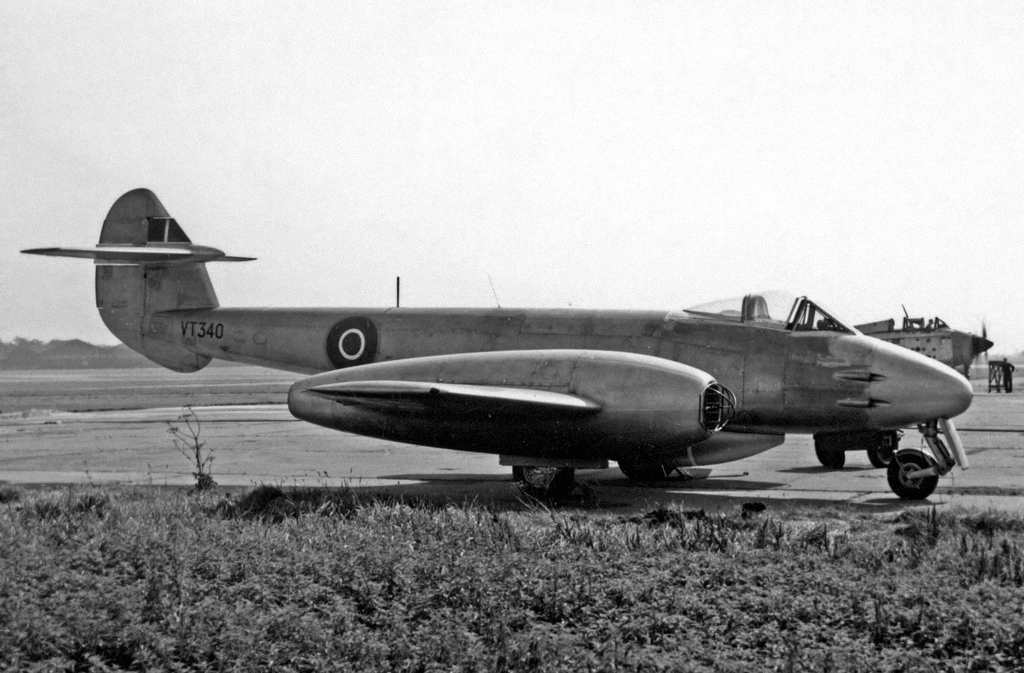
Un velivolo da caccia Gloster Meteor.

Successivamente andò in Gran Bretagna nell'ambito del programma di scambio tra l'US Air Force e la Royal Air Force nel 1948. Volando sul caccia a reazione Gloster Meteor, fu comandante del No.1 RAF Squadron di stanza sulla base RAF Tangmere, tra il 20 ottobre 1948 e il 25 settembre 1949, primo straniero a comandare un'unità della RAF in tempo di pace. Ritornò poi alla March AFB il 15 novembre 1949 per diventare ufficiale delle operazioni del 94th Fighter Squadron del 1st Fighter Group, pilotando i caccia North American F-86A Sabre. Assegnato al comando del 71st Fighter Squadron, venne presto distaccato dal 1st FG all'Air Defense Command con sede presso l'aeroporto di Greater Pittsburgh in Pennsylvania. Di conseguenza, nonostante le sue ripetute richieste, non partecipò alle operazioni belliche nel corso della guerra di Corea. Scoraggiato e in disaccordo con l'US Air Force, fu sul punto di dimettersi quando fu dissuaso da un suo mentore, il maggior generale Frederic H. Smith Jr., che lo portò a lavorare con se presso il quartier generale dell'Eastern Air Defense Command presso la Stewart AFB, New York.
Promosso tenente colonnello il 20 febbraio 1951 e colonnello il 15 aprile 1953, prestò servizio in diversi incarichi di stato maggiore fino a tornare a volare nel 1955. Dapprima nello staff di comando dell'86th Fighter-Interceptor Wing presso la base aerea di Landstuhl, nella Germania occidentale, comandò poi l'86th Fighter-Interceptor Group equipaggiato con gli F-86 Sabre dall'8 ottobre 1955 al 10 agosto 1956 e fu nominato capo del Weapons Proficiency Center presso la base aerea di Wheelus, in Libia, responsabile di tutto l'addestramento sulle armi da caccia per le forze aeree degli Stati Uniti in Europa fino al luglio 1958. Tra il 1958 e il 1962 ricoprì incarichi amministrativi presso il Pentagono come vice capo della divisione di difesa aerea, quartier generale dell'USAF.
In questo incarico preparò una serie di documenti, rivoluzionari per l'epoca, che includevano l'identificazione della necessità di munizioni convenzionali potenziate (predicendo la "carenza di bombe" della guerra del Vietnam), e la mancanza di qualsiasi serio addestramento aereo tattico nella guerra convenzionale. Dal novembre 1959 al marzo 1960, la sua sezione lavorò intensamente per sviluppare un programma che riducesse l'intera struttura de Air Defence Command con lo scopo di risparmiare 6,5 miliardi di dollari per finanziamenti riservati allo sviluppo dell'aereo da ricognizione Lockheed SR-71 Blackbird.
Dopo il suo incarico al Pentagono, frequentò il National War College di Washington, laureandosi nel 1963.
L'8 settembre 1963 fu nominato comandante dell'81st Tactical Fighter Wing sulla RAF Bentwaters, in Inghilterra, equipaggiato con il cacciabombardiere McDonnell F-101 Voodoo, una unità che ricopriva il ruolo di bombardamento tattico nucleare e convenzionale a sostegno della NATO. Rimase al comando dello stormo fino al 26 luglio 1965. Come suo vice comandante delle operazioni aveva il colonnello Daniel "Chappie" James Jr.. I due lavorarono a stretto contatto per un anno sviluppando un rapporto sia professionale che sociale che fu successivamente rinnovato in combattimento.
Mentre era al comando dello stormo costituì una pattuglia acrobatica sugli F-101 Vodoo senza l'autorizzazione del comando, e si esibì in una open house dell'Air Force a Bentwaters. Affermò successivamente che il suo superiore alla Third Air Force aveva tentato di sottoporlo alla corte marziale, ma il comandante dell'USAFE, generale Gabriel P. Disosway, autorizzò invece la sua rimozione dal comando dell'81th TFW, la cancellazione della Legion of Merit per cui era stato proposto, e trasferimento al quartier generale della Ninth Air Force presso la Shaw Air Force Base, nella Carolina del Sud. Nel suo libro affermò di aver provocato deliberatamente tale incidente in quanto la sua promozione a genenrale di brigata aerea avrebbe comportato la fine della sua carriera di volo, con l'assenso del generale Disosway, in quanto rifiutando la promozione sarebbe stato costretto a lasciare la carriera militare.
Nel settembre 1966 fu scelto per comandare uno stormo dotato dei cacciabombardieri McDonnell Douglas F-4C Phantom nel sud-est asiatico. Durante il viaggio organizzò con il 4453rd Combat Crew Training Wing, di stanza sulla Davis-Monthan Air Force Base, Arizona, (dove il Col. James era ora vice comandante delle operazioni) un controllo sullo F-4 Phantom II, completando il programma di 14 fasi in soli cinque giorni. Il suo istruttore era il maggiore William Leslie Kirk, l'ufficiale di standardizzazione e valutazione del 4453° CCTW, che era stato uno dei suoi piloti alla RAF Bentwaters. Kirk lo accompagnò nelle esercitazioni al lancio dei missili aria-aria AIM-7 Sparrow e AIM-9 Sidewinder sul poligono missilistico di Point Mugu mentre era in viaggio verso la Travis Air Force Base per il suo volo di trasferimento all'estero. Olds ricompensò poi Kirk concedendogli il trasferimento al suo comando in Thailandia nel marzo 1967.

### La guerra del Vietnam

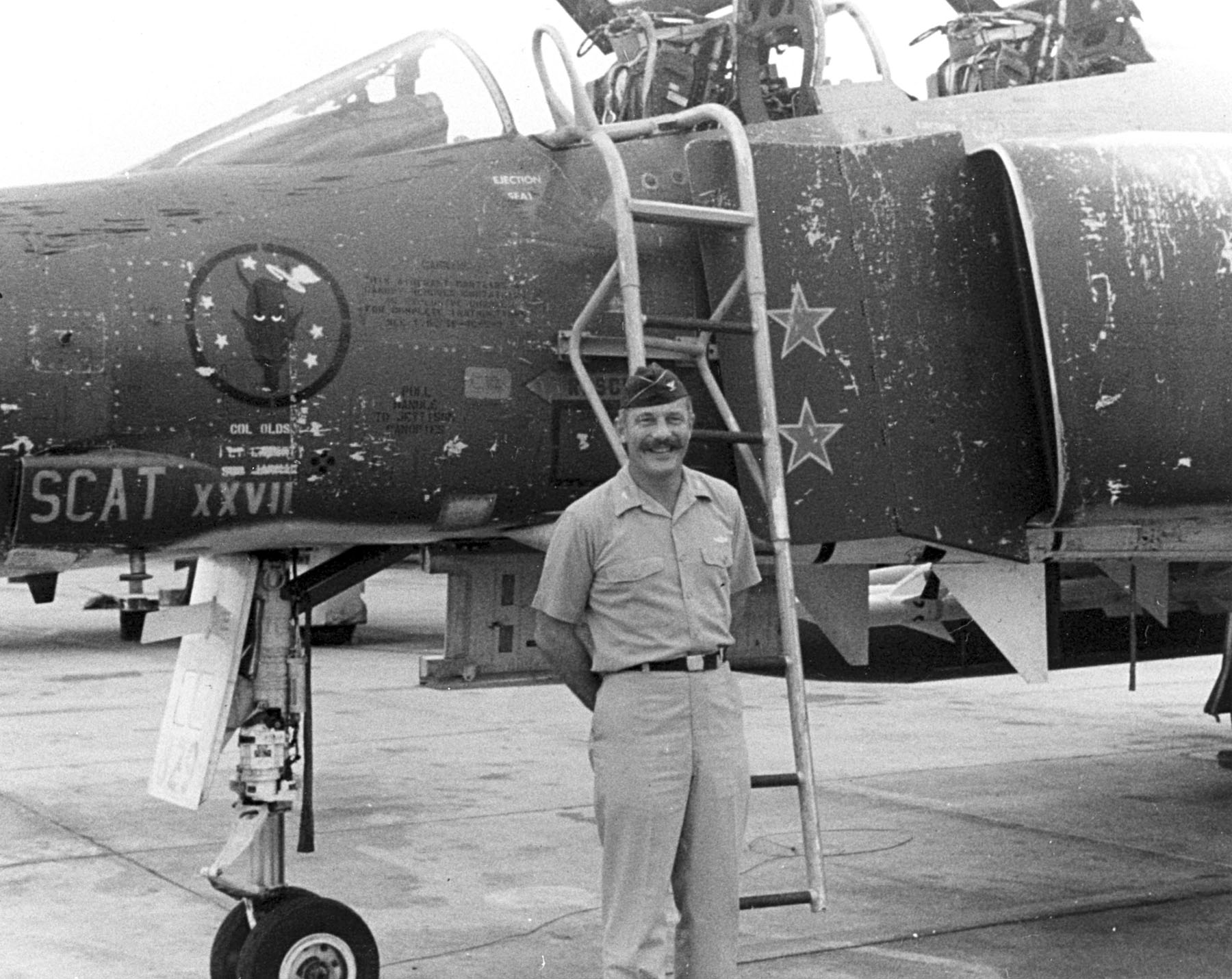
Robin Olds accanto all'F-4C Phantom II "Scat XXVII", su cui volò durante il suo ciclo di combattimento del 1966-1967 come CO dell'8th TFW. Sopra i distintivo "Scat", questo aereo mostra anche le insegne del 433rd Tactical Fighter Squadron, soprannominato gli "Angeli di Satana".

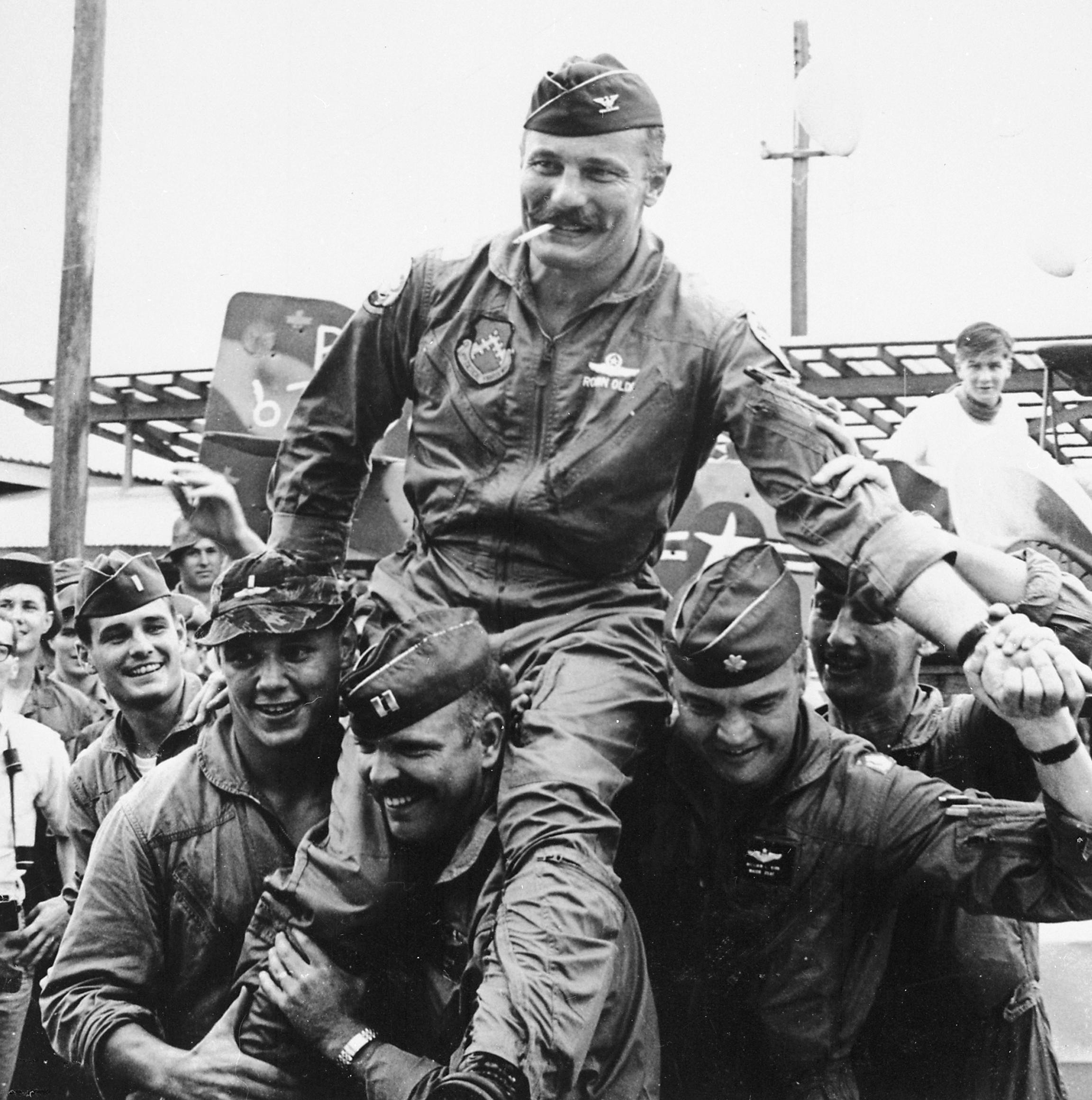
Gli aviatori dell'8th Tactical Fighter Wing "Wolfpack" trasportano il loro ufficiale in comando, il colonnello Robin Olds, dopo il suo ritorno dalla sua ultima missione di combattimento sul Vietnam del Nord, il 23 settembre 1967.

Il 30 settembre 1966 assunse il comando dell'8th Tactical Fighter Wing "Wolfpack", di stanza presso la base della Kongthap Akat Thai di Ubon. La mancanza di aggressività e addestramento dello stormo aveva portato al cambio di comando, in quanto il suo predecessore aveva effettuato solo 12 missioni belliche durante i 10 mesi in cui lo stormo era stato in azione. Si inserì immediatamente nel programma di volo come pilota alle prime armi volando sotto gli ufficiali subordinati a lui, e sfidandoli ad addestrarlo adeguatamente perché presto li avrebbe condotti in azione. Effettuò anche due missioni al giorno, volando sempre con il più giovane pilota della formazione del momento. Rimosse gli ufficiali che considerava incompetenti, nominando vicecomandante dello stormo il colonnello Vermont Garrison, un asso sia nella seconda guerra mondiale che in Corea, e in dicembre fece arrivare Daniel James Jr. per sostituire l'ufficiale addetto alle operazioni, creando probabilmente il più forte ed efficace triumvirato al comando di uno stormo della guerra del Vietnam.
La combinazione Olds-James fu popolarmente soprannominata "Blackman and Robin" e in seguito James fu nominato vice comandante dell'8th TFW nel giugno 1967, succedendo a Garrison, che aveva completato il suo ciclo operativo. Olds prese parte alla guerra aerea sul Vietnam del Nord a bordo di un F-4C Phantom II soprannominato "Scat XXVII", in linea con i suoi precedenti aerei da combattimento che portavano tutti il nome "Scat".
Lui, James e Garrison iniziarono a studiare la situazione sul Vietnam del Nord, e se era impossibile politicamente attaccare i campi d'aviazione vietnamiti per distruggere i caccia MiG si poteva attirarli in una battaglia aerea facendo scattare poi la trappola ed abbatterli. Dopo aver suggerito l'idea al comandante della Seventh Air Force, maggiore general William Momyer, venne da questi incaricato di pianificare una missione progettata per attirare i Mikoyan-Gurevich MiG-21 del Vietnam del Nord in una trappola, e l'Operazione Bolo ne fu il risultato.
Nell'ottobre 1966 i cacciabombardieri Republic F-105 Thunderchief della forza d'attacco furono equipaggiati con pod di disturbo radar QRC-160 la cui efficacia pose praticamente fine alle loro perdite contro i missili terra-aria. Di conseguenza, gli attacchi SAM si spostarono sui Phantom II, che non erano protetti a causa della carenza di pod. Per proteggere gli F-4, le regole di ingaggio che consentivano alla MiG Combat Air Patrol di scortare la forza d'attacco dentro e fuori l'area bersaglio furono riviste a dicembre per limitare la penetrazione del MiGCAP al limite della copertura SAM. Di conseguenza, le intercettazioni dei MiG aumentarono, portate principalmente da parte dei MiG-21 che utilizzavano tattiche mordi e fuggi ad alta velocità contro le formazioni di F-105 cariche di bombe, e sebbene solo due bombardieri andarono perduti, la minaccia per la forza d'attacco venne percepita come seria.
L'Operazione Bolo prevedeva che dotando gli F-4 di pod di disturbo, utilizzando i segnali di chiamata e i codici di comunicazione delle ali dell'F-105 e facendoli volare secondo i loro profili di volo attraverso il Vietnam nordoccidentale, gli F-4 avrebbero potuto simulare efficacemente una missione di bombardamento dell'F-105 e invogliare i MiG-21 a intercettare non gli F-105 Thunderchief carichi di bombe, ma Phantom configurati per il combattimento aria-aria.
Dopo un intenso periodo di pianificazione, manutenzione e briefing, la missione fu programmata per il 1 gennaio 1967. Il maltempo causò un ritardo di 24 ore, ma anche allora un forte cielo coperto coprì le basi aeree del Vietnam del Nord a Phúc Yên, Gia Lam, Kép, e Cat Bai quando la falsa forza d'attacco cominciò ad arrivare sull'area bersaglio, a intervalli di cinque minuti a separare i voli degli F-4. Alla guida della prima formazione egli sorvolò la base principale del MiG-21 a Phúc Yên ed era al secondo passaggio quando i MiG hanno finalmente iniziato ad arrivare attraverso le nuvole. Anche se all'inizio sembravano di natura casuale, divenne presto evidente che gli intercettori MiG era guidati da terra per posizionarsi davanti e dietro i presunti F-105.
Gli F-4 e i loro equipaggi, tuttavia, si dimostrarono all'altezza della situazione e rivendicarono la distruzione di sette MiG-21, quasi la metà dei 16 allora in servizio con il VPAF senza perdite per gli aerei americani. Egli abbatté uno dei sette, per il quale lui e l'altro equipaggio furono premiati con le Silver Star. Le successive intercettazioni nei due giorni successivi da parte dei MiG contro gli aerei da ricognizione McDonnell-Douglas RF-4C portarono a una missione simile su scala minore il 6 gennaio, con l'abbattimento di altri due MiG-21. L'attività dei caccia dell VPAF diminuì quasi a zero per le 10 settimane successive, raggiungendo così l'obiettivo principale dell'Operazione Bolo: eliminare o diminuire la minaccia dei MiG alle formazioni d'attacco.
Il 4 maggio distrusse un altro MiG-21 su Phúc Yên, e il 20 maggio, distrusse due Mikoyan-Gurevich MiG-17, in quello che uno dei suoi piloti descrisse come un "inseguimento vendicativo", che avevano abbattuto il suo gregario durante un grande combattimento aereo portando il suo totale delle sue vittorie confermate a 16. Olds affermò che dopo l'abbattimento del suo quarto MiG, intenzionalmente evitò di abbatterne un quinto, anche se ebbe molte opportunità per farlo, perché aveva appreso a metà giugno che la Seven Air Force, su ordine del segretario dell'aeronautica militare Harold Brown lo avrebbe sollevato dal comando per ritornare negli Stati Uniti come risorsa pubblicitaria se ciò fosse accaduto. Nelle sue memorie, Olds negò ulteriori abbattimenti di MiG, ma in un'intervista con Oliver North fu volutamente vago, affermando Ho partecipato solo ad altri nove combattimenti. Sfortunatamente... niente ha funzionato. Ironicamente, nel suo libro di memorie Olds ricorda che il 5 giugno, prima di venire a conoscenza della direttiva del Segretario Brown, aveva comunque quasi abbattuto un quinto aereo, ma il missile AIM-4 Falcon da lui lanciato divenne balistico dopo essere stato inizialmente guidato verso lo scarico del motore del suo obiettivo, un MiG.
Gli fu assegnata una quarta Silver Star per aver condotto un bombardamento a bassa quota con tre aerei il 30 marzo 1967 e l'Air Force Cross per un attacco al ponte Paul Doumer ad Hanoi l'11 agosto, una delle cinque assegnate dall'US Air Force ai piloti per quella missione. Effettuò la sua ultima missione di combattimento sul Vietnam del Nord il 23 settembre 1967.
All'epoca aveva effettuato 259 missioni di combattimento, di cui 107 nella seconda guerra mondiale e 152 nel sud-est asiatico, 105 delle quali nel Vietnam del Nord. Lo Scat XXVII (F-4C-24-MC 64-0829) fu ritirato dal servizio operativo e messo in esposizione al National Museum of the United States Air Force sulla Wright-Patterson Air Force Base, Ohio.

### La sua carriera dopo il sud-est asiatico

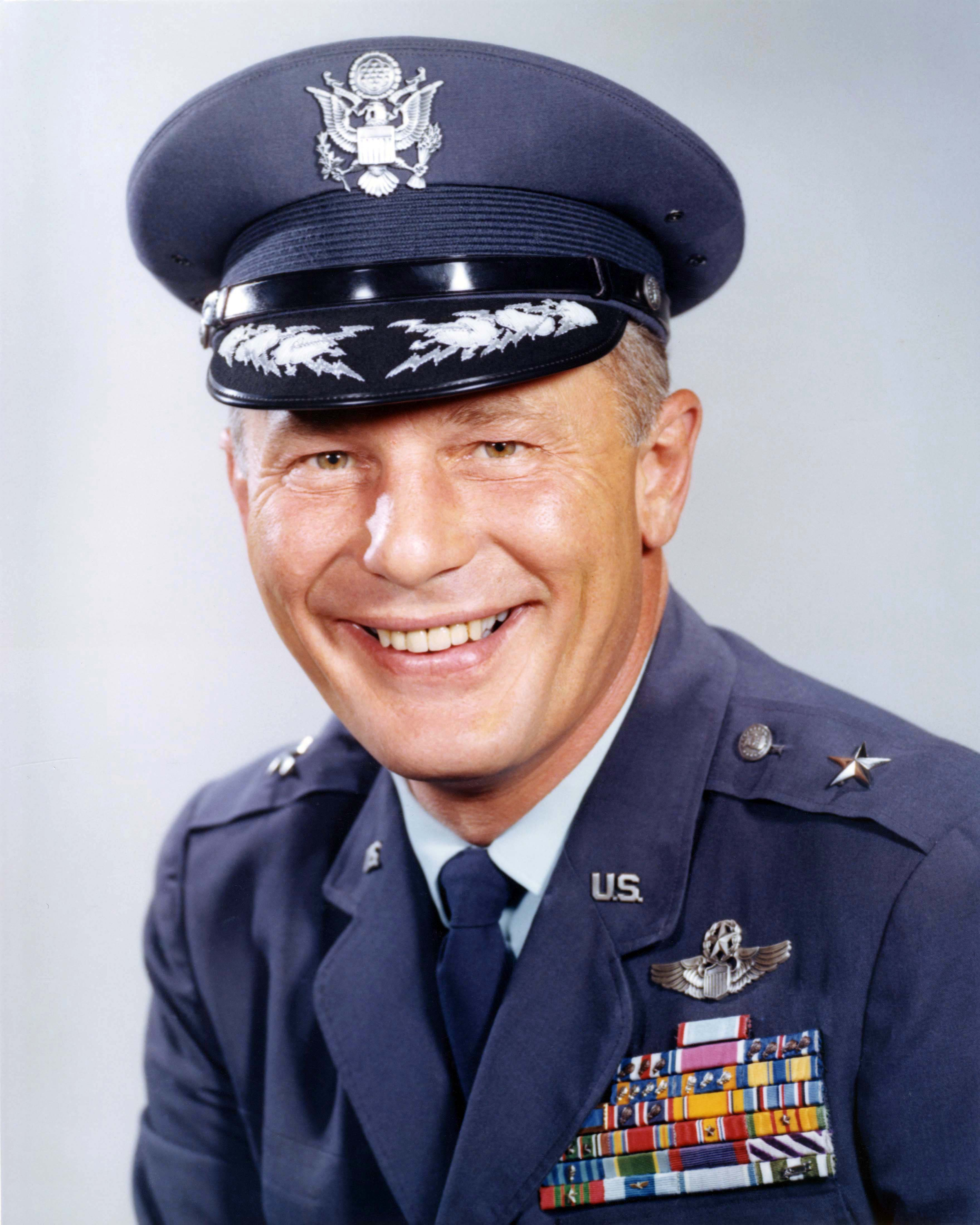
Ritratto ufficiale del generale di brigata Robin Olds come comandante dei cadetti presso l'Accademia aeronautica degli Stati Uniti, 1967-71 circa.

Dopo aver ceduto il comando dell'8° TFW il 23 settembre 1967, fece rapporto all'United States Air Force Academy di Colorado Springs, Colorado, nel dicembre dello stesso anno. Servì come comandante dei cadetti per tre anni e cercò di ripristinare il morale nell'esercito in seguito di un grave scandalo di frodi. Fu promosso generale di brigata aerea il 1 giugno 1968, con anzianità risalente al 28 maggio. Nel febbraio 1971 divenne direttore della sicurezza aerospaziale presso l'ufficio dell'Ispettore generale, al quartier generale dell'USAF, e dal dicembre 1971 entrò nell'Air Force Inspection and Safety Center, un'agenzia operativa separata recentemente attivata situata alla Norton Air Force Base, California. Qui supervisionò la creazione di politiche, e procedure standard per i programmi di prevenzione degli incidenti dell'aeronautica militare e si è occupò della educazione alla sicurezza sul lavoro, indagini e analisi sugli incidenti sul lavoro e ispezioni di sicurezza. [89]
Nell'autunno del 1971 l'Ispettore generale dell'aeronautica militare, il tenente generale Louis Locke Wilson Jr., lo inviò nel sud-est asiatico per determinare lo stato di preparazione dei piloti dell'aeronautica militare. Visitò le basi USAF in Thailandia e riportò una valutazione schietta. I piloti dell'aeronautica, riferì al capo di stato maggiore dell'aeronautica, generale John Dale Ryan a causa di una sistematica mancanza di interesse da parte dell'USAF per l'addestramento al combattimento aria-aria degli equipaggi dei caccia. Avvertì inoltre che le perdite sarebbero gravi in caso di ripresa del combattimenti aerei. Ryan espresse sorpresa e disaccordo per questa valutazione.
Quando nel maggio 1972 iniziò la campagna di bombardamenti dell'Operazione Linebacker, gli aerei da combattimento americani tornarono all'attacco nei cieli del Vietnam del Nord per la prima volta in quasi quattro anni. Gli aviatori dell'US Navy e dell'US Marines Corps, raccogliendo i benefici del loro programma TOPGUN, ottennero immediatamente un notevole successo. Al contrario, a giugno, come egli aveva previsto, gli aviatori da caccia dell'US Air Force erano alle prese con un rapporto abbattimenti-perdite di quasi 1:1. Al nuovo ispettore generale, il tenente generale Ernest C. Hardin Jr., offrì di accettare una riduzione volontaria del grado a colonnello in modo da poter tornare al comando operativo e sistemare la situazione. Quando l'offerta fu rifiutata si ritirò dal servizio attivo il 1 giugno 1973.
Nel marzo 2007 venne ricoverato in ospedale in Colorado per complicazioni dovute a un cancro alla prostata allo quarto stadio. La sera del 14 giugno 2007 si spense per insufficienza cardiaca congestizia a Steamboat Springs. Successivamente la salma fu cremata, e le sue ceneri sono conservate dal 30 giugno 2007 presso l'Accademia aeronautica degli Stati Uniti.

### Vita privata

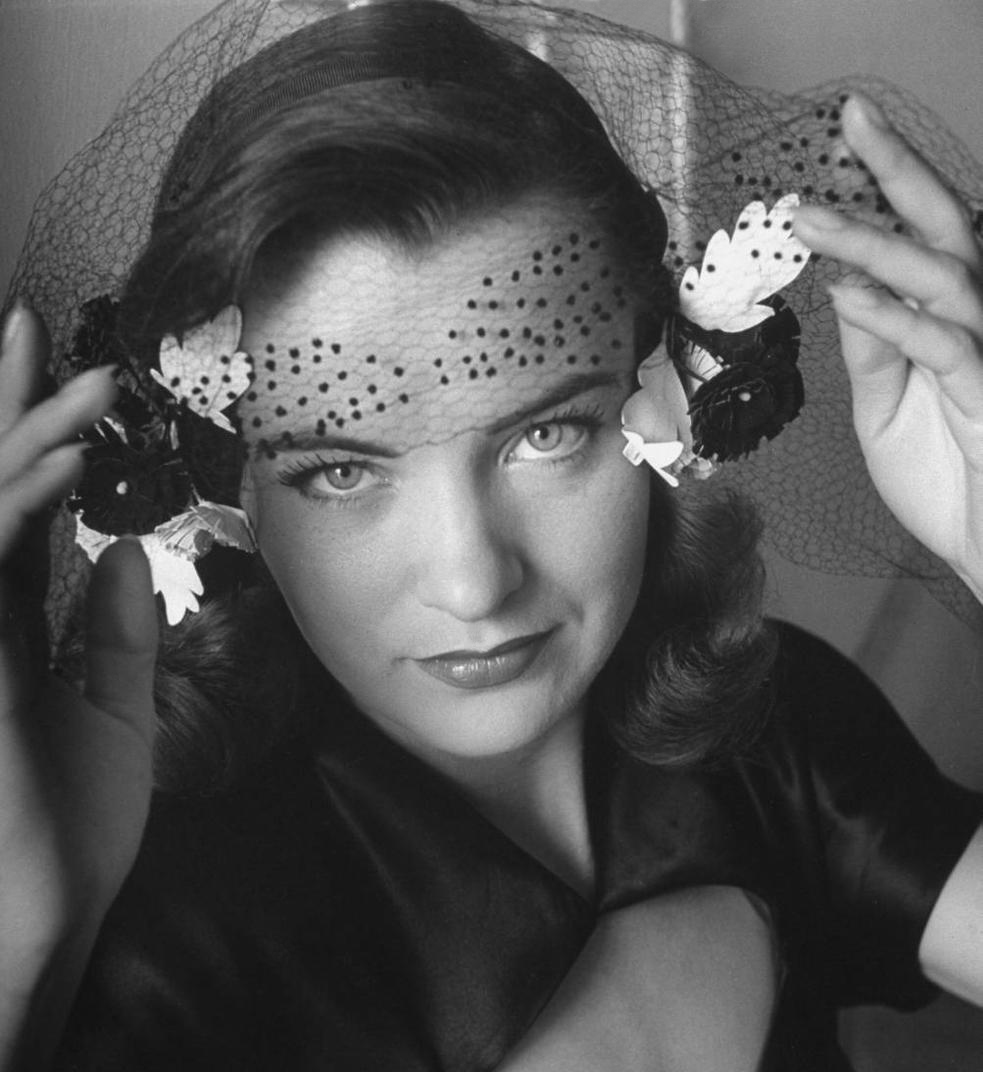
La sua prima moglie, l'attrice Ella Raines.

Fu per breve tempo un fratellastro dell'autore Gore Vidal dopo che suo padre si sposò per la quarta volta nel giugno 1942 con Nina S. Gore. Suo padre morì di polmonite il 28 aprile 1943, dopo il ricovero in ospedale per pericardite costrittiva e sindrome di Libman-Sacks, all'età di 46 anni, appena prima della laurea di Olds a West Point.
Nel 1946, mentre viveva a March Field, Olds incontrò l'attrice di Hollywood (e "ragazza pin-up") Ella Raines in un appuntamento al buio a Palm Springs. Si due si sposarono a Beverly Hills il 6 febbraio 1947 e ebbero: Christina Eloise Olds (1952), già sposata con Eric Newman dal quale ha una figlia, Jennifer Olds Newman; Susan Bird Scott-Risner (nata Olds; 1953–2018), sposata con David Scott-Risner e Robert Ernest Olds, nato morto nel 1958.
La maggior parte del loro matrimonio, durato 29 anni, segnato da frequenti separazioni estese e difficili ritorni a casa, fu turbolento a causa di uno scontro di stili di vita, in particolare del suo rifiuto di vivere negli alloggi governativi della base.
Robin Olds ed Ella Raines si separarono nel 1975 e divorziarono nel 1976. Robin sposò Abigail Morgan Sellers Barnett nel gennaio 1978 e i due divorziarono dopo quindici anni di matrimonio.
Nel suo ritiro a Steamboat Springs, in Colorado, perseguì il suo amore per lo sci e prestò servizio nella commissione di pianificazione della città. Era attivo nel parlare in pubblico, realizzando 21 eventi nella sua vita nel 2005 e 13 nel 2006. La sua passione per il bere alcolici era ben nota. John Darrell Sherwood, nel suo libro Fast Movers: Jet Pilots and the Vietnam Experience, ipotizza che ciò abbia danneggiato la sua carriera post-Vietnam. Il 12 luglio 2001 fu arrestato per guida in stato di ebbrezza e resistenza all'arresto vicino alla sua casa a Steamboat Springs. Ricoverato brevemente in ospedale durante l'incidente, per tagli al viso, si dichiarò colpevole in cambio del ritiro delle accuse. Venne posto in libertà vigilata per un anno e condannato a pagare quasi 900 dollari tra multe e spese, e a frequentare un corso di educazione sull'alcol e a svolgere 72 ore di servizio per la comunità.
Alcuni giorni dopo, il 21 luglio 2001, entrò a far parte della National Aviation Hall of Fame Classe del 2001, insieme al pilota collaudatore Joe Engle, all'asso del Corpo dei Marines Marion Eugene Carl e Albert Lee Ueltschi. È diventato l'unica persona consacrata sia nella National Aviation Hall of Fame che nella College Football Hall of Fame.

## Onorificenze

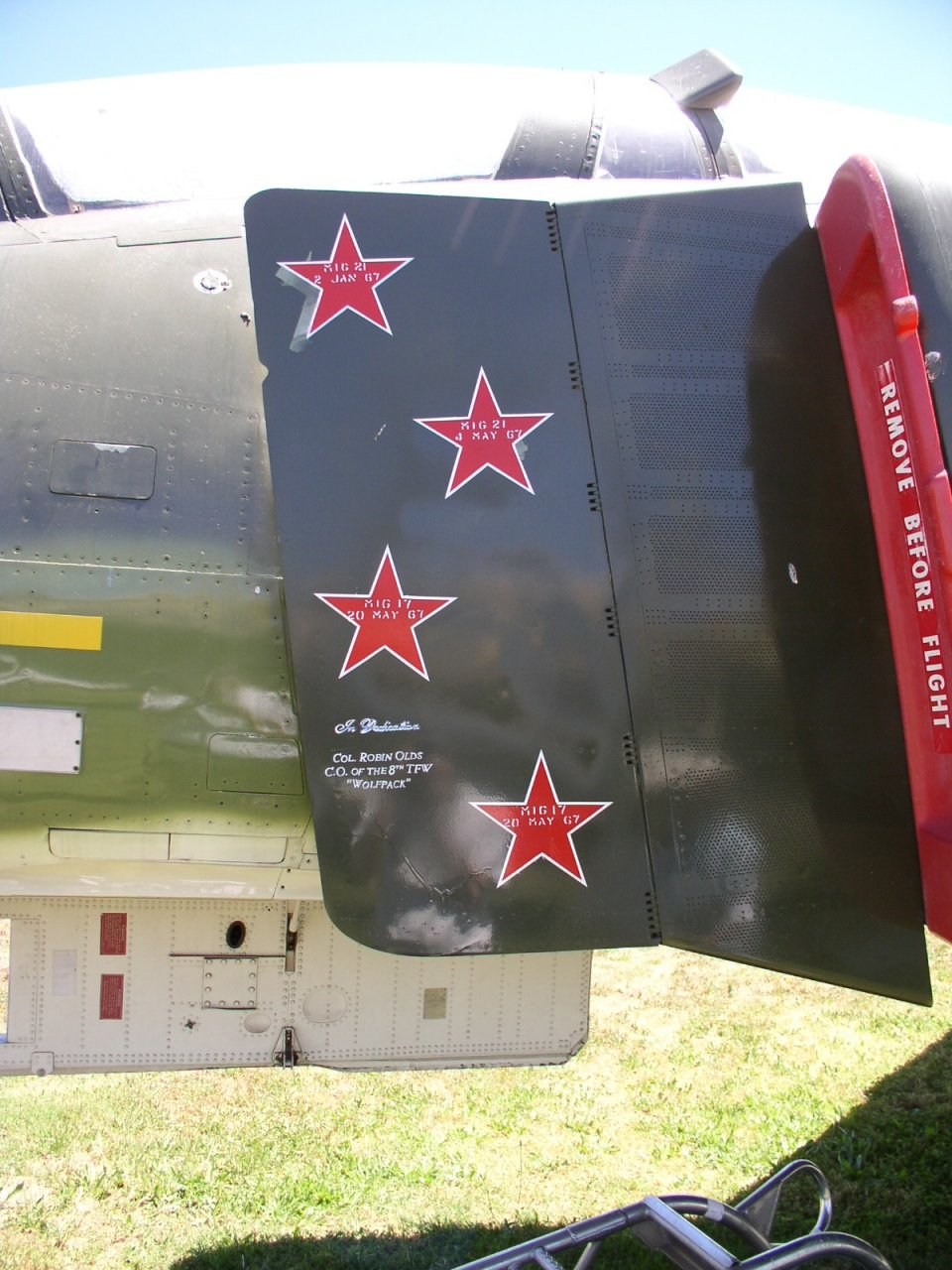
La tabella degli abbattimenti di MiG di Olds sulla presa d'aria del suo F-4C

### Annotazioni
1. ↑  Aveva un fratello minore, Stevan Meigs, due fratellastri paterni più giovani, Sterling Meigs "Dusty" e Frederick A., nati dal terzo matrimonio di suo padre con Helen Post Sterling e un fratellastro materno maggiore, Carter Nott, nato dal primo matrimonio di sua madre con Frederick Dickson Nott.
2. ↑  Il capitano Olds era di stanza a Luke Field, Hawaii, quando nacque Robin. Dal 1927 al 1933, e di nuovo dal 1935 al 1940, Olds fu di stanza a Langley.
3. ↑  La classe era originariamente designata Class of January 1943, e divenne Class of 1943 graduated January 19, 1943.
4. ↑  Gli altri assegnatari erano il tenente colonnello James McInerney, il tenente colonnello Harry Schurr, il capitano Fred Shannon e il colonnello Robert Michael White.
5. ↑  un ex generale dello Strategic Air Command e pilota di bombardieri spesso in disaccordo con la comunità dei caccia tattici.

### Fonti
1. ↑  Veterans Tribute.
2. ↑  Air Force.
3. ↑  Anderson 2004, p. 20.
4. 1 2 3 4 5 6 7  Air & Space Forces Magazine.
5. ↑  Waller 2004, p. 176.
6. ↑  Olds, Olds, Rasimus 2010, p. 6.
7. 1 2  Anderson 2004, p. 11.
8. ↑  Olds, Olds, Rasimus 2010, p. 7.
9. 1 2  Anderson 2004, p. 21.
10. ↑   Official Register of the Officers and Cadets, United States Military Academy, For the Academic Year Ending June 30, 1943 (PDF), su digital-library.usma.edu,  pp. 32-33 (archiviato dall'url originale il 20 luglio 2011).
11. ↑  Olds, Olds, Rasimus 2010, p. 21.
12. ↑  Olds, Olds, Rasimus 2010, p. 188.
13. ↑  Olds, Olds, Rasimus 2010, p. 19.
14. ↑  Olds, Olds, Rasimus 2010, pp. 18-23.
15. ↑  Fairfield 2004, pp. 25-27.
16. ↑  Anderson 2004, p. 202.
17. ↑  Olds, Olds, Rasimus 2010, p. 42.
18. ↑  Fairfield 2004, p. 45.
19. 1 2 3 4 5 6 7 8  Fassari 2023, p. 42.
20. ↑  Fairfield 2004, pp. 138-139.
21. ↑  Fairfield 2004, pp. 152-155.
22. ↑  Anderson 2004, pp. 219-225.
23. ↑  Scutts 1987, pp. 73-74.
24. ↑  Olds, Olds, Rasimus 2010, p. 99.
25. ↑  Olds, Olds, Rasimus 2010, pp. 102-103.
26. ↑  Olds, Olds, Rasimus 2010, p. 114.
27. ↑  Olds, Olds, Rasimus 2010, p. 122.
28. ↑   P-51 combat reports (JPG), su spitfireperformance.com, Spitfire Performance. URL consultato il 22 maggio 2007.
29. ↑  Freeman 1993, p. 226.
30. ↑  Fairfield 2004, pp. 384-386.
31. ↑  (EN) Robin Olds (sidebar), su goefoundation.org, AU Gathering of Eagles. URL consultato il 30 ottobre 2013 (archiviato dall'url originale il 1º novembre 2013).
32. ↑  Fairfield 2004, p. 399.
33. ↑   USAF Historical Study 85: USAF Credits for Destruction of Enemy Aircraft, World War II (PDF), su afhra.maxwell.af.mil, Office of Air Force History, AFHRA. URL consultato il 14 ottobre 2006 (archiviato dall'url originale il 22 maggio 2006)..
34. 1 2  Sherwood 1999, p. 12.
35. 1 2  Sherwood 1999, p. 18.
36. ↑  Olds, Olds, Rasimus 2010, pp. 157-161.
37. ↑  Olds, Olds, Rasimus 2010, pp. 160-161.
38. 1 2  Olds, Olds, Rasimus 2010, pp. 170-171.
39. ↑   Jet Racing at Reno -Point/Counterpoint, su warbirdaeropress.com, Aero Press. URL consultato il 24 maggio 2007 (archiviato dall'url originale il 10 ottobre 2007).
40. ↑  Olds, Olds, Rasimus 2010, p. 207.
41. ↑  Sherwood 1999, p. 13.
42. 1 2  Olds, Olds, Rasimus 2010, p. 225.
43. ↑  Boyne 2001, p. 160.
44. ↑  Olds, Olds, Rasimus 2010, pp. 234-235.
45. ↑   Airman Exemplars: Gen Daniel "Chappie" James, Jr., su airman.af.mil, United States Air Force. URL consultato il 15 novembre 2006 (archiviato dall'url originale il 23 luglio 2006).
46. ↑  Sherwood 1999, p. 17.
47. ↑  Olds, Olds, Rasimus 2010, pp. 243-245.
48. ↑  Olds, Olds, Rasimus 2010, pp. 247-252.
49. ↑  Sherwood 1999, p. 27.
50. 1 2  Sherwood 1999, p. 28.
51. 1 2 3 4  Fassari 2023, p. 44.
52. ↑  Olds, Olds, Rasimus 2010, pp. 254-255.
53. ↑  Olds, Olds, Rasimus 2010, p. 261.
54. ↑  Olds, Olds, Rasimus 2010, p. 325.
55. ↑  Michel 1997, p. 71.
56. ↑  Fassari 2023, p. 46.
57. 1 2 3  Fassari 2023, p. 48.
58. 1 2 3 4  Fassari 2023, p. 51.
59. ↑  Sherwood 1999, p.37, Sherwood afferma di aver intervistato fonti che suggerivano che Olds avesse abbattuto più dei quattro MiG, ma che quelle vittorie non furono reclamate o vennero assegnate ai gregari per lo stesso motivo.
60. ↑  Olds, Olds, Rasimus 2010, p. 319.
61. ↑  Olds, Olds, Rasimus 2010, pp. 314-315.
62. ↑  Olds, Olds, Rasimus 2010, p. 333.
63. ↑  Olds, Olds, Rasimus 2010, p. 335.
64. ↑  Olds, Olds, Rasimus 2010, pp. 377-378.
65. ↑  Olds, Olds, Rasimus 2010, p. 378.
66. ↑  Sherwood 1999, pp. 34-35.
67. ↑  Zamzow 2008, p. 85.
68. ↑  Anderson 2004, p. 187.
69. ↑  Olds, Olds, Rasimus 2010, p. 163.
70. ↑  Olds, Olds, Rasimus 2010, p. 337.
71. ↑  Olds, Olds, Rasimus 2010, p. 214.
72. ↑  Olds, Olds, Rasimus 2010, p. 382.
73. ↑   Fighter ace Robin Olds dies at 84, su steamboatpilot.com, Steamboat Pilot. URL consultato il 17 giugno 2007 (archiviato dall'url originale il 27 settembre 2007).
74. ↑  Sherwood 1999, p. 42.
75. ↑   Gary E. Salazar, Retired general put on probation, su www2.steamboatpilot.com, Steamboat Pilot & Today, 23 gennaio 2002. URL consultato il 6 aprile 2007 (archiviato dall'url originale il 24 dicembre 2007).
76. ↑   Famed fighter pilot dies, su legacy.com, Dayton Daily News. URL consultato il 19 giugno 2007.